# Tamanduá-mirim
O tamanduá-mirim ou tamanduá-de-colete, tamanduá-colete (nome científico: Tamandua tetradactyla), também chamado jaleco, mambira, melete, mixila, botelho ou caminha, é uma espécie de mamífero xenartro da família Myrmecophagidae, sendo encontrado desde Venezuela até Brasil. É uma das quatro espécies de tamanduás e junto com as preguiças está incluído na ordem Pilosa. São reconhecidas quatro subespécies. É um animal arborícola e pode ter até 105 centímetros de comprimento. É reconhecido principalmente por um padrão de pelagem que faz com que pareça que ele usa um colete preto, apesar de que essa coloração pode variar, com indivíduos totalmente pretos ou marrons. Possui longas garras nas patas anteriores, e caminha apoiando o peso sobre os pulsos dos membros anteriores, contrastando com o tamanduá-bandeira, que é nodopedálico.
Pode ser encontrado em muitos ambientes, desde florestas até savanas, mas é predominantemente florestal, sendo encontrado com frequência em bordas de florestas, preferindo forragear nesses ambientes. São animais solitários, de hábitos que podem ser tanto diurnos quanto noturnos. Se alimenta preferencialmente de formigas e cupins, preferindo as castas reprodutivas de formigas, e não soldados. Seus predadores incluem felinos de grande e médio porte, como a onça-pintada, a suçuarana e a jaguatirica. Os filhotes são carregados nas costas da mãe, até que se tornem independentes, mas ocasionalmente podem ser deixados em "ninhos".
Está listado como "pouco preocupante" pela União Internacional para a Conservação da Natureza (UICN). Apresenta distribuição geográfica ampla, e é relativamente abundante nos locais em que ocorre, apesar de já terem ocorrido extinções locais. Não parece haver grandes ameaças para o tamanduá-mirim, apesar de que a caça para alimento ou venda como animal de estimação, predação por cães representam perigo à sobrevivência das populações dessa espécie. No Uruguai, as populações tendem a diminuir principalmente por conta da substituição de áreas naturais por plantações de Eucalyptus.

## Etimologia
"Tamanduá-mirim" é um termo tupi que significa "tamanduá pequeno". Mixila, mambira e melete possuem origem obscura.

## Nomes vernáculos
- Proto-Nawiki:[12] *muundu-ʦi
- Proto-Chapacura:[13] *ʔipʷik
- Guató:[14] ògʷɨ́pígá
- Proto-Jê Meridional:[15] *kɑɡuɡ
- Kwazá:[16] sirisiri
- Irantxe:[17] ualixí
- Umán da Serra Negra:[18] muze káu káukrí

## Taxonomia e evolução

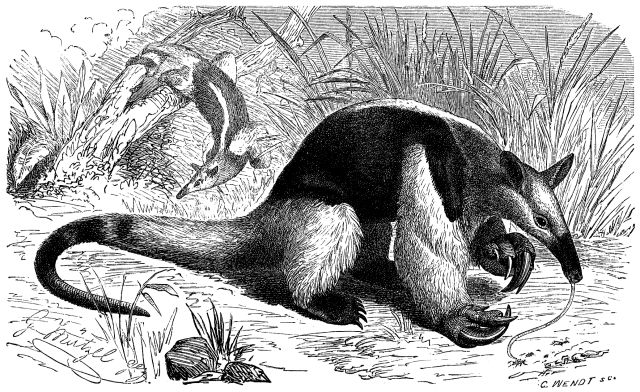
Ilustração de 1887 por C. Wendt

O tamanduá-mirim é da família Myrmecophagidae e do gênero Tamandua. Foi descrita por Carlos Lineu, em 1758. O nome científico é uma composição entre uma palavra de origem tupi-guarani, Tamandua, que significa "comedor de formigas" e outra grega, tetradactyla, que significa "quatro dedos". Foram reconhecidas quatro subespécies: T. t. nigra (ocorre desde o leste da Colômbia, até o centro-leste e norte da bacia Amazônica no Brasil, ocorrendo na Venezuela e nas Guianas), T. t. quichua (ocorre no alto Amazonas, no leste do Equador, Peru e área adjacente do Brasil); T. t. straminae (ocorre no sul da bacia Amazônica no Brasil, até os limites sul e sudoeste na Bolívia, Paraguai, Argentina e Uruguai) e T. t. tetradactyla (ocorre na Mata Atlântica brasileira, desde o estado do Rio Grande do Norte até o sul do Rio Grande do Sul).
Durante a evolução, tamanduás e preguiças se separaram há cerca de 55 milhões de anos, entre o Paleoceno e Eoceno, sendo que entre Vermilingua, o gênero Cyclopes divergiu há cerca de 30 milhões de anos (no Oligoceno) e Tamandua e Myrmecophaga divergiram entre si há cerca de 10 milhões de anos, no Mioceno tardio.
O registro fóssil dos tamanduás é esparso. O gênero fóssil, Protamandua é grupo-irmão de uma táxon incluindo o gênero Tamandua e Myrmecophaga, e outro gênero fóssil, Neotamandua. Isso sugere que o gênero Protamandua foi o ancestral dos dois gêneros atuais de tamanduás e do gênero fóssil Neotamandua. Protamandua era uma espécie maior que o atual tamanduaí, mas menor que as espécies do gênero Tamandua. Essa espécie também não possuía patas especializadas em hábitos arborícolas e nem terrestres, mas possuía uma cauda preênsil. Apesar disso, provavelmente Protamandua era arborícola, característica que talvez fosse a ancestral para todos os Vermilingua.
O cladograma abaixo mostra a posição do gênero Tamandua, tal como das espécies fósseis relacionadas.
|  | Dasypus    |
|  |            |
|  | Euphractus |
|  |            |

|  | Cyclopes        |
|  |                 |
|  | Palaeomyrmidon† |
|  |                 |

|  | Tamandua                                                      |
|  |                                                               |
|  | \| \| Neotamandua† \| \| \| \| \| \| Myrmecophaga \| \| \| \| |
|  |                                                               |
|  | Neotamandua†                                                  |
|  |                                                               |
|  | Myrmecophaga                                                  |
|  |                                                               |

|  | Neotamandua† |
|  |              |
|  | Myrmecophaga |
|  |              |

|  | Tamandua                                                      |
|  |                                                               |
|  | \| \| Neotamandua† \| \| \| \| \| \| Myrmecophaga \| \| \| \| |
|  |                                                               |
|  | Neotamandua†                                                  |
|  |                                                               |
|  | Myrmecophaga                                                  |
|  |                                                               |

|  | Neotamandua† |
|  |              |
|  | Myrmecophaga |
|  |              |

|  | Cyclopes        |
|  |                 |
|  | Palaeomyrmidon† |
|  |                 |

|  | Tamandua                                                      |
|  |                                                               |
|  | \| \| Neotamandua† \| \| \| \| \| \| Myrmecophaga \| \| \| \| |
|  |                                                               |
|  | Neotamandua†                                                  |
|  |                                                               |
|  | Myrmecophaga                                                  |
|  |                                                               |

|  | Neotamandua† |
|  |              |
|  | Myrmecophaga |
|  |              |

|  | Tamandua                                                      |
|  |                                                               |
|  | \| \| Neotamandua† \| \| \| \| \| \| Myrmecophaga \| \| \| \| |
|  |                                                               |
|  | Neotamandua†                                                  |
|  |                                                               |
|  | Myrmecophaga                                                  |
|  |                                                               |

|  | Neotamandua† |
|  |              |
|  | Myrmecophaga |
|  |              |

|  | Cyclopes        |
|  |                 |
|  | Palaeomyrmidon† |
|  |                 |

|  | Tamandua                                                      |
|  |                                                               |
|  | \| \| Neotamandua† \| \| \| \| \| \| Myrmecophaga \| \| \| \| |
|  |                                                               |
|  | Neotamandua†                                                  |
|  |                                                               |
|  | Myrmecophaga                                                  |
|  |                                                               |

|  | Neotamandua† |
|  |              |
|  | Myrmecophaga |
|  |              |

|  | Tamandua                                                      |
|  |                                                               |
|  | \| \| Neotamandua† \| \| \| \| \| \| Myrmecophaga \| \| \| \| |
|  |                                                               |
|  | Neotamandua†                                                  |
|  |                                                               |
|  | Myrmecophaga                                                  |
|  |                                                               |

|  | Neotamandua† |
|  |              |
|  | Myrmecophaga |
|  |              |

|  | Cyclopes        |
|  |                 |
|  | Palaeomyrmidon† |
|  |                 |

|  | Tamandua                                                      |
|  |                                                               |
|  | \| \| Neotamandua† \| \| \| \| \| \| Myrmecophaga \| \| \| \| |
|  |                                                               |
|  | Neotamandua†                                                  |
|  |                                                               |
|  | Myrmecophaga                                                  |
|  |                                                               |

|  | Neotamandua† |
|  |              |
|  | Myrmecophaga |
|  |              |

|  | Tamandua                                                      |
|  |                                                               |
|  | \| \| Neotamandua† \| \| \| \| \| \| Myrmecophaga \| \| \| \| |
|  |                                                               |
|  | Neotamandua†                                                  |
|  |                                                               |
|  | Myrmecophaga                                                  |
|  |                                                               |

|  | Neotamandua† |
|  |              |
|  | Myrmecophaga |
|  |              |

|  | Dasypus    |
|  |            |
|  | Euphractus |
|  |            |

|  | Cyclopes        |
|  |                 |
|  | Palaeomyrmidon† |
|  |                 |

|  | Tamandua                                                      |
|  |                                                               |
|  | \| \| Neotamandua† \| \| \| \| \| \| Myrmecophaga \| \| \| \| |
|  |                                                               |
|  | Neotamandua†                                                  |
|  |                                                               |
|  | Myrmecophaga                                                  |
|  |                                                               |

|  | Neotamandua† |
|  |              |
|  | Myrmecophaga |
|  |              |

|  | Tamandua                                                      |
|  |                                                               |
|  | \| \| Neotamandua† \| \| \| \| \| \| Myrmecophaga \| \| \| \| |
|  |                                                               |
|  | Neotamandua†                                                  |
|  |                                                               |
|  | Myrmecophaga                                                  |
|  |                                                               |

|  | Neotamandua† |
|  |              |
|  | Myrmecophaga |
|  |              |

|  | Cyclopes        |
|  |                 |
|  | Palaeomyrmidon† |
|  |                 |

|  | Tamandua                                                      |
|  |                                                               |
|  | \| \| Neotamandua† \| \| \| \| \| \| Myrmecophaga \| \| \| \| |
|  |                                                               |
|  | Neotamandua†                                                  |
|  |                                                               |
|  | Myrmecophaga                                                  |
|  |                                                               |

|  | Neotamandua† |
|  |              |
|  | Myrmecophaga |
|  |              |

|  | Tamandua                                                      |
|  |                                                               |
|  | \| \| Neotamandua† \| \| \| \| \| \| Myrmecophaga \| \| \| \| |
|  |                                                               |
|  | Neotamandua†                                                  |
|  |                                                               |
|  | Myrmecophaga                                                  |
|  |                                                               |

|  | Neotamandua† |
|  |              |
|  | Myrmecophaga |
|  |              |

|  | Cyclopes        |
|  |                 |
|  | Palaeomyrmidon† |
|  |                 |

|  | Tamandua                                                      |
|  |                                                               |
|  | \| \| Neotamandua† \| \| \| \| \| \| Myrmecophaga \| \| \| \| |
|  |                                                               |
|  | Neotamandua†                                                  |
|  |                                                               |
|  | Myrmecophaga                                                  |
|  |                                                               |

|  | Neotamandua† |
|  |              |
|  | Myrmecophaga |
|  |              |

|  | Tamandua                                                      |
|  |                                                               |
|  | \| \| Neotamandua† \| \| \| \| \| \| Myrmecophaga \| \| \| \| |
|  |                                                               |
|  | Neotamandua†                                                  |
|  |                                                               |
|  | Myrmecophaga                                                  |
|  |                                                               |

|  | Neotamandua† |
|  |              |
|  | Myrmecophaga |
|  |              |

|  | Cyclopes        |
|  |                 |
|  | Palaeomyrmidon† |
|  |                 |

|  | Tamandua                                                      |
|  |                                                               |
|  | \| \| Neotamandua† \| \| \| \| \| \| Myrmecophaga \| \| \| \| |
|  |                                                               |
|  | Neotamandua†                                                  |
|  |                                                               |
|  | Myrmecophaga                                                  |
|  |                                                               |

|  | Neotamandua† |
|  |              |
|  | Myrmecophaga |
|  |              |

|  | Tamandua                                                      |
|  |                                                               |
|  | \| \| Neotamandua† \| \| \| \| \| \| Myrmecophaga \| \| \| \| |
|  |                                                               |
|  | Neotamandua†                                                  |
|  |                                                               |
|  | Myrmecophaga                                                  |
|  |                                                               |

|  | Neotamandua† |
|  |              |
|  | Myrmecophaga |
|  |              |

Já no Pleistoceno a espécie ocorria na América do Sul, e coprólitos foram encontrados dessa espécie foram encontrados em sítios arqueológicos no Piauí.

## Distribuição geográfica e habitat

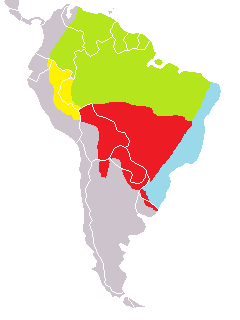
Distribuição das subespécies do tamanduá-mirim: T.t. nigra (verde), T. t. quichua (amarelo), T. t. straminea (vermelho) e T. t. tetradactyla (azul)

A distribuição geográfica do tamanduá-mirim vai desde o leste dos Andes, Venezuela até a Bolívia, Paraguai, e norte da Argentina e Uruguai, ocorrendo em toda a bacia Amazônica e Brasil, e na ilha de Trindade.
É muito adaptável e ocorre em vários ambientes, desde florestas, até campos e savanas. Comparado ao tamanduá-bandeira, o tamanduá-mirim prefere habitar as bordas de floresta e são mais avistados em áreas de floresta. Provavelmente, o seu tamanho menor faz com que prefira ambientes de floresta, em que corre menos risco de predação. Também é comum em áreas de floresta ao longo de rios (mata ciliar), onde provavelmente encontram mais alimento. É mais comum em áreas florestadas do Chaco úmido, do que no Chaco seco. No cerrado, é encontrado também em florestas de palmeiras dominadas por Orbignia martiniana, e são mais comuns no cerradão e campos sujos.

## Descrição
O tamanduá-mirim tem 105 centímetros de comprimento, sendo que as fêmeas (cerca de 94,5 centímetros) são em média, um pouco menores que os machos (95,9 centímetros). Os machos também são um pouco mais pesados que as fêmeas, pesando até 5,74 quilos, e as fêmeas, 4,63 quilos. O crânio é alongado, com até 16 centímetros de comprimento, mas é proporcionalmente menor, se comparado com o tamanduá-bandeira. Ao contrário do tamanduá-bandeira, possui uma cauda preênsil, e com pelos curtos, e as orelhas são relativamente maiores também. A orelha pode medir até 54 mm de comprimento, o que serve para diferir de outra espécie muito semelhante, Tamandua mexicana. Apesar disso, possuem uma audição precária, assim como a visão, contrastando com um olfato bastante desenvolvido.

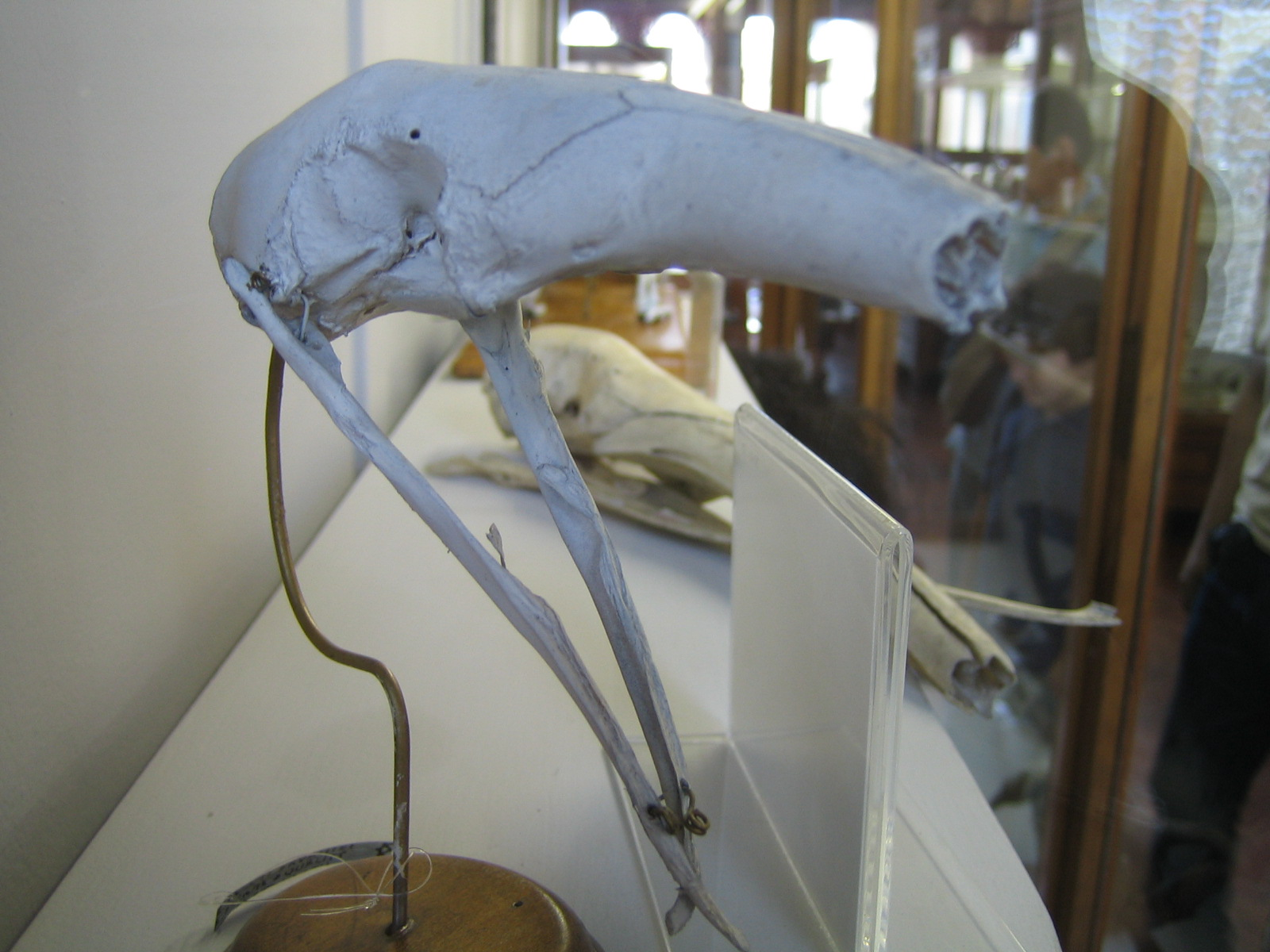
Crânio de tamanduá-mirim

A coloração da pelagem é muito característica, com os membros de cor amarela à marrom claro, com dorso e ventre pretos e uma faixa, também preta, nos ombros. Esse padrão de pelagem faz parecer que o tamanduá-mirim veste um "colete" preto. Essa coloração ela pode variar, existindo indivíduos totalmente amarelos, marrons ou pretos. A coloração com "colete" tende a ser mais comum nos limites sul da distribuição geográfica da espécie. Assim como o tamanduá-bandeira, os machos possuem os testículos dentro da cavidade pélvica, e as fêmeas possuem um útero simples. A região ano-genital é muito semelhante nos dois sexos, o que atrapalha na identificação, já que além disso, não possuem dimorfismo sexual. As costelas são expandidas anteroposteriormente, o que deve estar relacionado a seus hábitos arborícolas. A temperatura corporal é baixa para um mamífero (cerca de 29,9 °C), mas o tamanduá-mirim não é tão afetado por variações de temperatura no ambiente como o tamanduá-bandeira. Provavelmente, essa baixa temperatura corporal é uma adaptação a uma dieta com baixo valor energético.
Possui longas garras nas patas anteriores, sendo terceiro dedo a maior, e no primeiro é a menor. Os membros posteriores possuem  5 dedos (quatro de mesmo tamanho, e um menor), com garras moderadamente longas e curvadas, permitindo agarrar, o que se relaciona a seus hábitos essencialmente arborícolas. A parte superior da pata anterior é protegida por um coxim de pele nua e grossa, permitindo que o animal possa apoiar o peso do corpo sobre os pulsos quando se locomove no chão. Sua locomoção no chão é relativamente desajeitada, e ao contrário do tamanduá-bandeira, não são capazes de correr quando no chão.

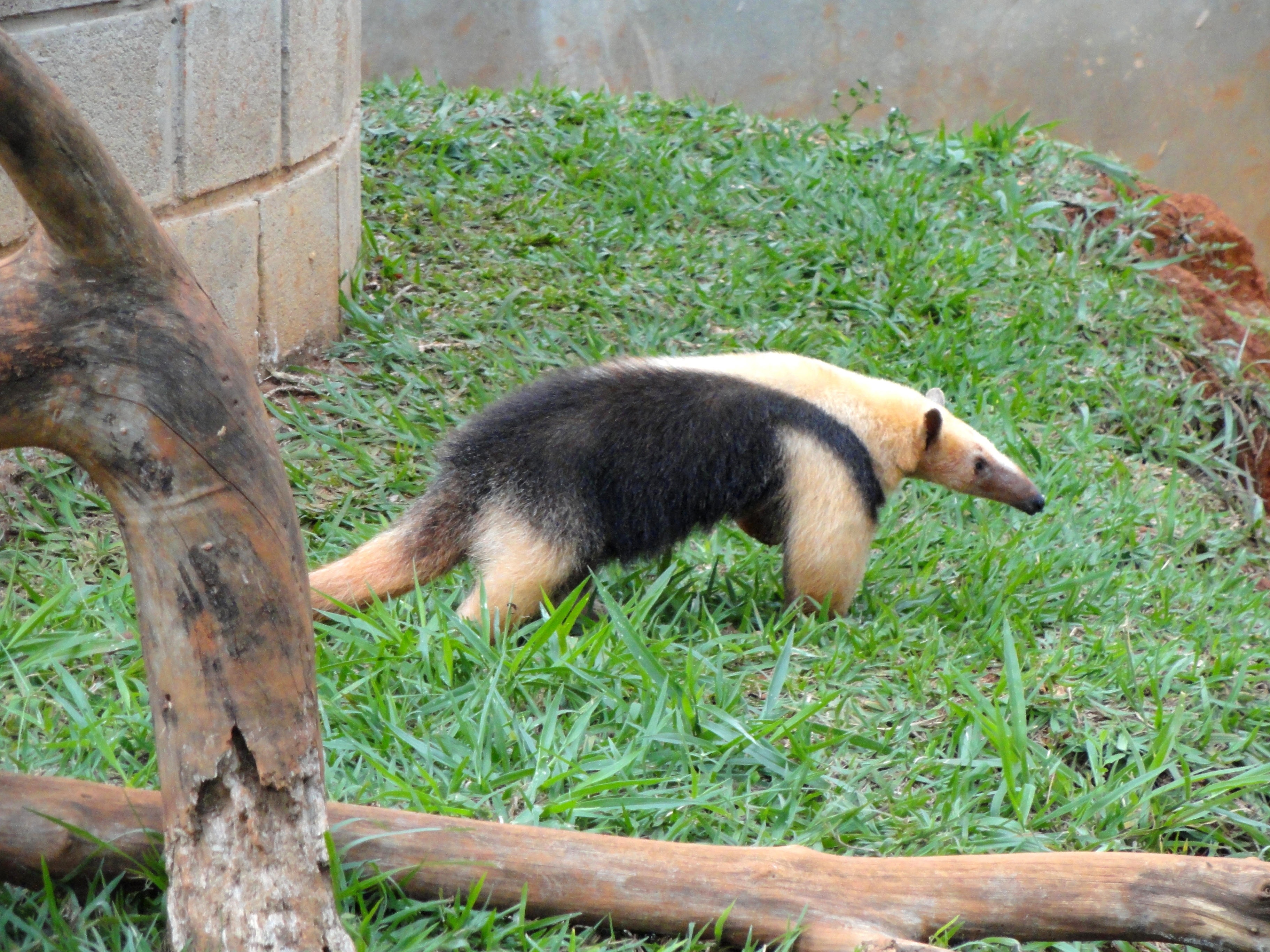
Vista lateral

Não possui dentes e a língua tem até 40 centímetros de comprimento e possui duas papilas valadas. Essa falta de dentes é compensada por um estômago formado por paredes robustas, comparável à moela das aves.
Possui 54 cromossomos, sendo o menor número entre os mirmecofagídeos. O cromossomo Y é o menor de todos, e é acrocêntrico. Além disso, o cariótipo do tamanduá-mirim apresenta quatro pares de grandes cromossomos metacêntricos.

## Ecologia e comportamento
São animais solitários, diurnos, apresentando comportamentos noturnos quando está em áreas perturbadas pelo homem. São ativos por oito horas ao dia, geralmente. Costumam se abrigar dentro de buracos em tronco de árvores, mas podem fazer isso em tocas de Euphractus sexcinctus.
Podem emitir grunhidos enquanto se alimenta, mas os sons relacionados ao tamanduá-mirim geralmente são devido à sua locomoção nos galhos de árvores, que podem ser confundidos até mesmo com o macaco-prego.
A onça-pintada, a suçuarana e a jaguatirica são predadores dessa espécie. O tamanduá-mirim faz parte de até 8,1% da dieta da suçuarana e 6,5% da dieta da jaguatirica na Estação Ecológica Juréia-Itatins, no Brasil. A harpia também pode predar esses animais.

### Território
Foi reportado territórios de até 350 hectares. Esse valor varia, sendo que foi observado, no Brasil, áreas de 100 hectares em que viviam sete tamanduás. Foi estimada uma densidade de 0,34 animais por quilômetro quadrado, no Pantanal, sendo que em áreas de floresta (0,2 quilômetro quadrado), a densidade é sensivelmente maior do que comparada á áreas (0,1 quilômetro quadrado) descampadas.

### Reprodução
Dão à luz um filhote por vez, após uma gestação de 130 a 150 dias. Pode ocorrer de dar à luz a gêmeos.